# بن فاينغولد
بن فاينغولد (بالإنجليزية: Ben Finegold) لاعب شطرنج أمريكي يحمل لقب أستاذ كبير.
- ولد في 6 سبتمبر 1969 في ديترويت بولاية ميتشغان.
- ولد في عائلة يلعب أفرادها الشطرنج.
- حصل على لقب أستاذ دولي في سن العشرين.
- حصل على لقب أستاذ كبير في سن الأربعين عام 2009.
- كان ضمن قائمة أفضل أربعين لاعب شطرنج في الولايات المتحدة الأمريكية في أغسطس 2013 وفق الاتحاد الأمريكي للشطرنج.
- شارك في بطولة الولايات المتحدة الأمريكية للشطرنج تسعة مرات.
- بدأ في عام 2012 تصوير العديد من مقاطع الفيديو على موقع يوتيوب تتعلق بالشطرنج.
- عمل معلقا في بطولة الولايات المتحدة للشطرنج وبطولة الولايات المتحدة للشباب للشطرنج وكأس سينكفيلد.
- توجد مقاطع فيديو له على يوتيوب ضمن قناة نادي الشطرنج والمركز التعليمي في سانت لويس.[5]

## روابط خارجية
- بن فاينغولد على موقع الاتحاد الدولي للشطرنج (الإنجليزية)
- بن فاينغولد على موقع مباريات الشطرنج (الإنجليزية)
- بن فاينغولد على موقع 365Chess.com (الإنجليزية)
- بن فاينغولد على موقع Chesstempo.com (الإنجليزية)
- بن فاينغولد على موقع الاتحاد الأمريكي للشطرنج (الإنجليزية)